# Primi ministri di Saint Lucia
I primi ministri di Saint Lucia dal 1979 (data del raggiungimento dell'indipendenza dal Regno Unito) sono i seguenti.

## Primi ministri di Saint Lucia (dal 1979)
| Presidente | Presidente | Presidente      | Partito                          | Elezione   | Mandato          | Mandato          |
| Presidente | Presidente | Presidente      | Partito                          | Elezione   | Inizio           | Fine             |
| ---------- | ---------- | --------------- | -------------------------------- | ---------- | ---------------- | ---------------- |
|            |            | John Compton    | Partito Unito dei Lavoratori     |            | 22 febbraio 1979 | 2 luglio 1979    |
|            |            | Allan Louisy    | Partito Laburista di Saint Lucia |            | 2 luglio 1979    | 4 maggio 1981    |
|            |            | Winston Cenac   | Partito Laburista di Saint Lucia |            | 4 maggio 1981    | 17 gennaio 1982  |
|            |            | Michael Pilgrim | Progressive Labour Party         | ad interim | 17 gennaio 1982  | 3 maggio 1982    |
|            |            | John Compton    | Partito Unito dei Lavoratori     |            | 3 maggio 1982    | 2 aprile 1996    |
|            |            | Vaughan Lewis   | Partito Unito dei Lavoratori     |            | 2 aprile 1996    | 24 maggio 1997   |
|            |            | Kenny Anthony   | Partito Laburista di Saint Lucia | 1997       | 24 maggio 1997   | 11 dicembre 2006 |
|            |            | John Compton    | Partito Unito dei Lavoratori     | 2001       | 11 dicembre 2006 | 7 settembre 2007 |
|            |            | Stephenson King | Partito Unito dei Lavoratori     | 2006       | 7 settembre 2007 | 30 novembre 2011 |
|            |            | Kenny Anthony   | Partito Laburista di Saint Lucia | 2011       | 30 novembre 2011 | 7 giugno 2016    |
|            |            | Allen Chastanet | Partito Unito dei Lavoratori     | 2016       | 1 giugno 2016    | 28 luglio 2021   |
|            |            | Philip Pierre   | Partito Laburista di Saint Lucia | 2021       | 28 luglio 2021   | in carica        |